# Godefroid Kurth

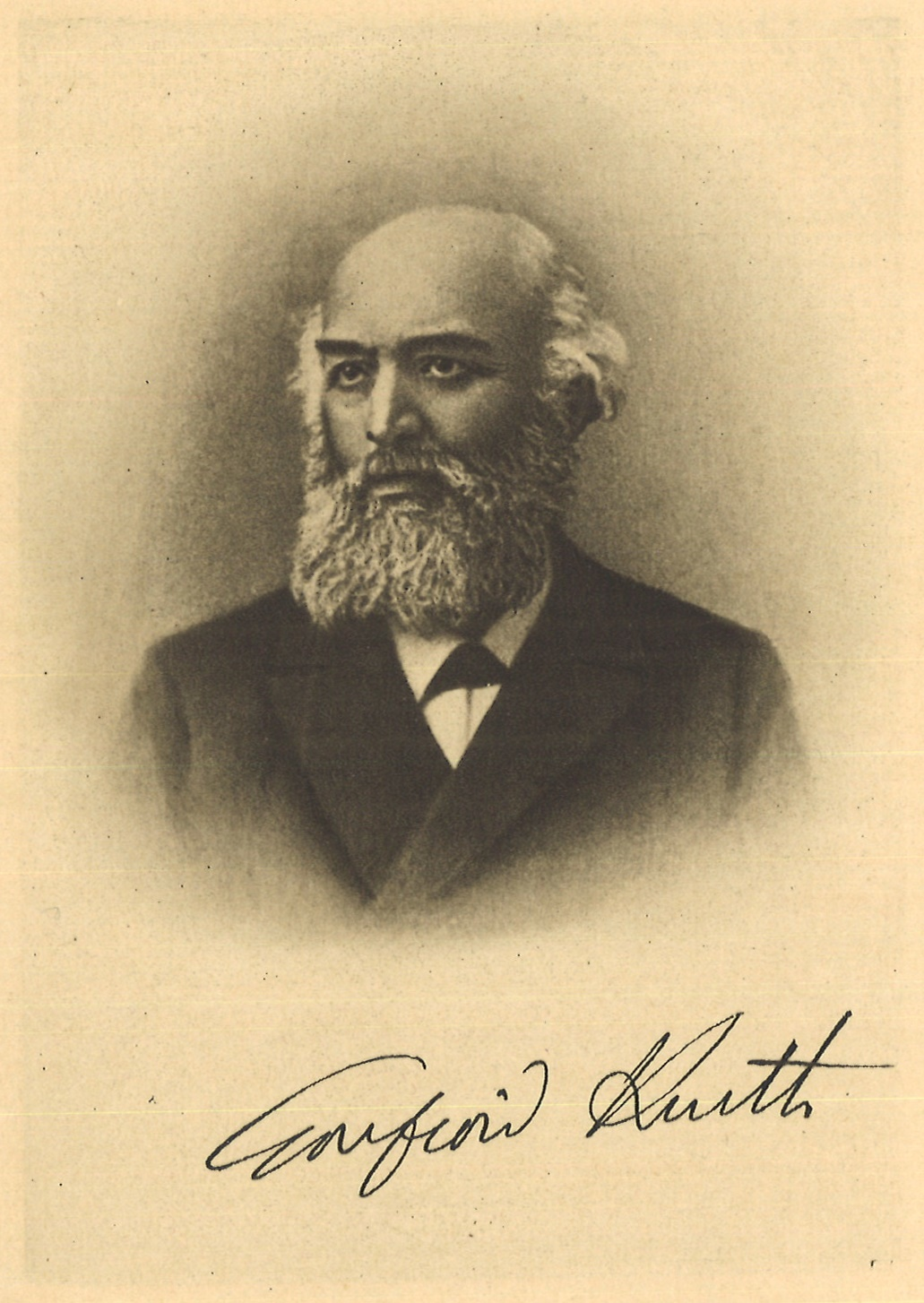
Godefroid Kurth

Godefroid Joseph François Kurth, född 11 maj 1847 i Arlon, död 4 januari 1916 i Asse, var en belgisk historiker.
Kurth var från 1872 professor vid universitetet i Liège. Han inlade stora förtjänster (bland annat  genom införande av seminarieövningars) om den belgiska historieforskningens utveckling till större grundlighet och kritisk skärpa. Han uppsatte 1899 och utgav den vetenskapliga tidskriften "Archives belges". Därjämte var han en av ledarna för de tysktalande i östra Belgien och stiftade som sådan en "tysk förening" samt (1900) tidskriften "Deutsch-Belgien". Som politiker tillhörde han det kristligt-demokratiska partiet. 
Bland Kurths historiska arbeten märks Les origines de la civilisation moderne (två band, 1886; femte upplagan 1902), Les corporations ouvrières au moyen-âge (1893), Clovis (1896; andra upplagan i två band, 1901), S:t Boniface, 680-705 (1902) och Notger de Liège et la civilisation au X:e siècle (två band, 1905). Hans smärre avhandlingar i frankisk historia samlades postumt i Études franques (två band, 1919). Han skrev även språkpolitiska och skönlitterära arbeten samt verkade som översättare, bland annat från Henry Wadsworth Longfellow.